# 胡安·伊格纳西奥·巴萨古伦
胡安·伊格纳西奥·巴萨古伦（西班牙語：Juan Ignacio Basaguren，1944年7月21日—），墨西哥男子足球运动员，司职中场。他曾代表墨西哥國家隊参加1970年国际足联世界杯，结果队伍止步八强赛。